# Неон-Карловасион
Не́он-Карло́васион, также Не́он-Карло́васи, Карло́васи (греч. Καρλόβασι ή Νέο Καρλόβασι ή Νέον Καρλοβάσιον) — малый город в Греции, на севере острова Самос, второй по величине город острова. Административный центр общины Дитики-Самос в периферийной единице Самос в периферии Северные Эгейские острова. Расположен на высоте 43 м над уровнем моря. Второй по значимости после города Самос порт острова, связан паромным сообщением с Пиреем. Население 6708 человек по переписи 2011 года. Обслуживается аэропортом «Аристарх Самосский», расположенным к юго-востоку.

## История
До 1952 года (ΦΕΚ 14Α) назывался Неон-Карловаси (Νέον Καρλόβασι — «Новый Карловаси»).
Город состоит из трёх поселений — Старого (Παλαιό Καρλόβασι), Нового и Среднего Карловаси (Μεσαίο Καρλόβασι), каждое сохраняет свой колорит. Палео-Карловаси был построен в период османского владычества и был первым поселением. В старом городе узкие улочки и много старинных особняков. В Неон-Карловаси нормальная планировка. Здесь родился местный вождь Греческой революции 1821—1829 гг. Ликург Логофет.
В начале сентября 1912 года Темистоклис Софулис и 300 инсургентов, прибыв с Икарии, ночью высадились в Карловаси, где к ним присоединились 200 приверженцев.
При землетрясении 30 октября 2020 года в городе Неон-Карловаси разрушился купол церкви Божьей Матери.

## Достопримечательности
В окрестностях находится женский монастырь Иоанна Богослова, а также церковь Преображения Господня XIV века. Есть горячий геотермальный радиевый источник. Несмотря на свою известность, этот источник до сих пор не использовался.
Близ Карловаси находится монастырь Илии Пророка. В монастыре хранятся частицы мощей мученицы Кириакии.

## Сообщество
В сообщество Карловаси (Κοινότητα Καρλοβασίων) входит 4 населённых пункта и монастырь Илии Пророка. Население 6869 человек по переписи 2011 года. Площадь 21,001 квадратных километров.
| Населённый пункт       | Население (2011), человек |
| ---------------------- | ------------------------- |
| Монастырь Илии Пророка | 97                        |
| Неон-Карловасион       | 6708                      |
| Потами                 | 19                        |
| Сакулейка              | 16                        |
| Суридес                | 29                        |

## Население
| Год  | Население, человек |
| ---- | ------------------ |
| 1991 | 5425               |
| 2001 | 5868               |
| 2011 | ↗ 6708             |